# Eenie Meanie (фильм)
Eenie Meanie — будущий американский триллер режиссёра Шона Симмонса, по его же сценарию. Главные роли в фильме исполнили Самара Уивинг, Карл Глусман, Кианна Симон, Рэндалл Парк, Энди Гарсия, Джермейн Фаулер, Стив Зан и Майк О’Мэлли.

## Сюжет
Эди, работающая водителем, вынуждена вернуться к своему криминальному прошлому, когда бывший работодатель предлагает ей шанс спасти жизнь её ненадежного бывшего бойфренда.

## В ролях
- Самара Уивинг — Эди
- Элль Грэм — Эди в юности
- Карл Глусман — Джон
- Рэндалл Парк
- Кианна Симон
- Энди Гарсия
- Джермейн Фаулер
- Маршоун Линч
- Крис Бауэр
- Стив Зан
- Майк О’Мэлли

## Производство
В сентябре 2021 года стало известно, что киностудия 20th Century Studios приобрела права на триллер без названия, сценаристом которого стал Уэйн Шон Симмонс. В июле 2023 года было объявлено, что фильм получил название Eenie Meanie, режиссёром стал Симмонс, а на главную роль была приглашена Самара Уивинг. В марте 2024 года к фильму присоединился Карл Глусман. Кианна Саймон и Рэндалл Парк присоединились в апреле 2024 года. В следующем месяце к актёрскому составу присоединились Энди Гарсия, Джермейн Фаулер, Маршоун Линч, Крис Бауэр, Стив Захн и Майк О’Мэлли.
Съёмки начались 24 апреля 2024 года в Кливленде, под рабочим названием Stickshift, Тим Айвз стал оператором фильма. Съёмки также проходили в Лейквуде и Толидо, в качестве локации использовалось казино Hollywood; из-за съёмок были приостановлены автобусные маршруты 10L и 14 Регионального транзитного управления Толидо. Съёмки завершились 29 июня.
Премьера фильма запланирована студией 20th Century Studios на сервисе Hulu.